# Minabe
Minabe (japanska: みなべ町?, Minabe-chō) är en landskommun (köping) i Wakayama prefektur i Japan. 